# Supnje
Supnje (cyr. Супње) – wieś w Serbii, w okręgu raskim, w gminie Raška. W 2011 roku liczyła 4050 mieszkańców.